# Pachygonidia martini
Pachygonidia martini är en fjärilsart som beskrevs av Gehlen. 1943. Pachygonidia martini ingår i släktet Pachygonidia och familjen svärmare. Inga underarter finns listade i Catalogue of Life.